# شركة ماجيك سيليكشن
شركة ماجيك سيليكشن (بالإنجليزية: Magic Selection for Art Production) هي شركة متخصصة تعمل في مجال الإنتاج الفني الكرتوني ثنائي وثلاثي الابعاد وكذلك في مجال النشر والتوزيع.
تأسست الشركة عام 2002 بدولة الكويت حيث المقر الرئيسي لها وفي عام 2007 أقامت الشركة فرع لستديوهاتها في جمهورية مصر العربية.
المدير العام للشركة السيد / سعد الدين حسن سعد الدين.
حرصت الشركة على توفير الطاقات والخبرات البشرية والتقنية المتخصصة أكاديمياً وفنياً في تصميم وتنفيذ وتسويق مختلف الإنتاجات المرئية (الرسوم المتحركة) والإصدارات القصصية والورقية ذات المستوى الفني المتميز والمدروس والذي يحمل أيضا العديد من الأهداف منها الاهتمام بالتعليم والترفيه وذلك عبر تصوير المادة العلمية بشكل ترفيهي وتقديم برامج مناسبة ومتنوعة تحمل في طياتها أساسيات التربية والتعليم.
و هذا النهج الذي اتبعته الشركة انعكس بدوره على اتساع نطاق توزيع إنتاجات الشركة ليشمل منطقة الشرق الأوسط بالإضافة لدول من خارج المنطقة العربية مثل تركيا وماليزيا والباكستان.
كما تقوم الشركة بإنتاج وتنفيذ الأعمال الكرتونية (الرسوم المتحركة) المتنوعة كمنتج منفذ.

## أمثلة إنتاجات الشركة من مسلسلات الرسوم المتحركة
- السيرة النبوية (مسلسل)
- الببغاء يتعلم الهجاء
- حسيب في دنيا الأرقام
- يوميات كريم
- مغامرات ذكي
- ماهر صديق البيئة
- الحفيد الشقي
- سيف الفتى الشجاع

## أمثلة إنتاجات الشركة من أفلام الرسوم المتحركة
- فيلم المفتش ذكي
- فيلم الرحلة
- فيلم كوكتيل فواكه

## أمثلة الأعمال التي قامت الشركة بتنفيذها كمنتج منفذ
- مسلسل الخارقون : مسلسل رسوم كرتونية ثنائية الأبعاد، أنتج لصالح قناة الجزيرة للأطفال عام 2010 وعرض للمرة الأولى في رمضان 1431هـ، المسلسل يقع في 26 حلقة مدة كل حلقة 15 دقيقة.
- مجموعة أناشيد للأطفال (رسوم ثنائية وثلاثية الأبعاد) أنتجت لصالح تلفزيون طه إنتاج 2010 : أمي الحنونة، سبحان الله، عم بتشتي، أحباب الله، بدنا نعيش بحرية، مبدع الكون، أذن، دعونا نخدم الوطن، بدفع صدقة، هيدا الأمير، الأمانة، صباح السعد، فاطمة الزهراء، كل العيلة سهرانين.
- إنتاج أناشيد للأطفال رسوم ثنائة الأبعاد لصالح كل من تلفزيون هادي -لبنان، وتلفزيون سنا - السعودية.
- إنتاج فلاشات كرتونية لوزارة الأوقاف الكويتية.

## أمثلة إنتاجات الشركة في مجال الإصدارات القصصية الورقية والمطبوعات
| اسم المؤلف                | اسم الإصدار                       | طبيعة الإصدار                       | الشريحة العمرية           | صورة الغلاف |
| ------------------------- | --------------------------------- | ----------------------------------- | ------------------------- | ----------- |
| ماجيك سيليكشن الكويت- مصر | سلسلة السيرة النبوية (10 اصدارات) | قصص مرسومة بتوجه تربوي أخلاقي ديني  | من عمر 7 سنوات فما فوق    |             |
| لجنة ساعد أخاك المسلم     | سلسلة الحروف الأبجدية (29 قصة)    | قصص ورقية بتوجه تربوي أخلاقي ديني   | الأطفال من 4 إلى 8 سنوات  |             |
| دينا العيسى               | سلسلة أخلاقنا الجميلة (8 قصص)     | قصص ورقية بتوجه تربوي تنموي للمجتمع | الأطفال من 7 إلى 10 سنوات |             |
| دينا العيسى               | كتاب مائة فكرة للحب               | كتاب قصصي                           | من عمر 17 سنة فما فوق     |             |
| دينا العيسى               | قصة السيدة كسولة                  | قصة ورقية للأطفال                   | من 7 حتى 10 سنوات         |             |
| دينا العيسى               | كتاب فيض شفاه                     | كتاب قصصي                           | من عمر 17 سنة فما فوق     |             |
| هدى راشد فرحان            | حبة الذرة                         | قصة ورقية للأطفال                   | من 7 حتى 12 سنة           | ---         |
| الأمانة العامة للأوقاف    | سلسلة نادي أنيس للقارئ الصغير     | قصص ورقية تلوين يدوي                | من 7 حتى 10 سنوات         | ---         |
| محمد حسان                 | كتاب أناشيد بريئة                 | كتاب شعري للأطفال بشكل مصور         | من 9 حتى 14 سنة           | ---         |

### وصلات خارجية
- موقع شركة ماجيك سيليكشن (بالإنجليزية)